# Шкляр Мойсей Ізраїльович
Мойсей Ізраїльович Шкляр (1897, Борисов, Російська імперія — 1973, Москва, СРСР) - перший голова Правління «Торгсіна». Уповноважений Наркомату зовнішньої торгівлі у Західному Китаї, начальник відділу валютного управління НКВТ.

## Життєпис
Народився в 1897 в місті Борисів у родині домогосподарки та робітника сірникової фабрики.
У 1916 переїхав до Тамбова і працював учнем в аптеці. Потім знову повернувся до Борисова, а коли в травні 1918 місто було окуповане німцями, він пішов добровольцем до Червоної армії, а потім уже на фронті записався до партії більшовиків.
У 1918-1920 був політпрацівником в РККА.
У 1920 написав листа В. Леніну з проханням піти з фронту для навчання, після чого йому дали дозвіл поїхати до Москви і вступити до Комуністичної академії. Він став редактором газети «Життя національностей» та вів партійні лекції .
З 1921 по 1922 працював секретарем об'єднаного партосередку ВЧК і МЧК  . 
У 1929 почав працювати в системі зовнішньої торгівлі.
З 1932 по 1933 був головою Всесоюзного об'єднання «Торгсин».
Закінчив курси марксизму-ленінізму при Комуністичній академії (1925-1927) і відвідував Університет марксизму-ленінізму в Москві (1948).
З травня 1936 до січня 1939 працював у Китаї директором «Совсіньторгу».
У роки війни був в Алма-Аті, а після закінчення війни перейшов у валютне управління Наркомату зовнішньої торгівлі, де був начальником відділу валютного управління Міністерства зовнішньої торгівлі.
Помер у Москві і похований на Новодівичому цвинтарі (місце 94-1).

## Родина
- Дружина - Ганна Якимівна (1903-1984) - слідча в ОГПУ[3].